# Drake-Nunatak
Der Drake-Nunatak ist ein 1935 m hoher Nunatak im westantarktischen Marie-Byrd-Land. Er ragt 1,5 km östlich des Elliott-Nunataks am Fuß des Bermel Escarpment in den Thiel Mountains auf.
Peter Bermel und Arthur Ford, die gemeinsam eine Expedition des United States Geological Survey von 1960 bis 1961 in die Thiel Mountains leiteten, nahmen die Benennung vor. Namensgeber ist der US-amerikanische Geologe Avery Ala Drake Jr. (* 1927), der von 1960 und 1961 für den United States Geological Survey an Bord des Eisbrechers USS Glacier im Gebiet der Thurston-Insel und der Bellingshausen-See tätig war.